# Merimetsa
Merimetsa is een subdistrict of wijk binnen het stadsdistrict Põhja-Tallinn in Tallinn, de hoofdstad van Estland. Het grootste deel van de wijk bestaat uit het bos Merimets (Estisch voor ‘Zeebos’; de Duitse naam luidt Seewald). De wijk grenst aan de Baai van Kopli, onderdeel van de Baai van Tallinn. Langs Merimetsa en het aangrenzende district Pelguranna ligt het strand Stroomi, vandaar dat het bos ook wel Stroomi mets wordt genoemd. Het strand is populair bij de plaatselijke bevolking.

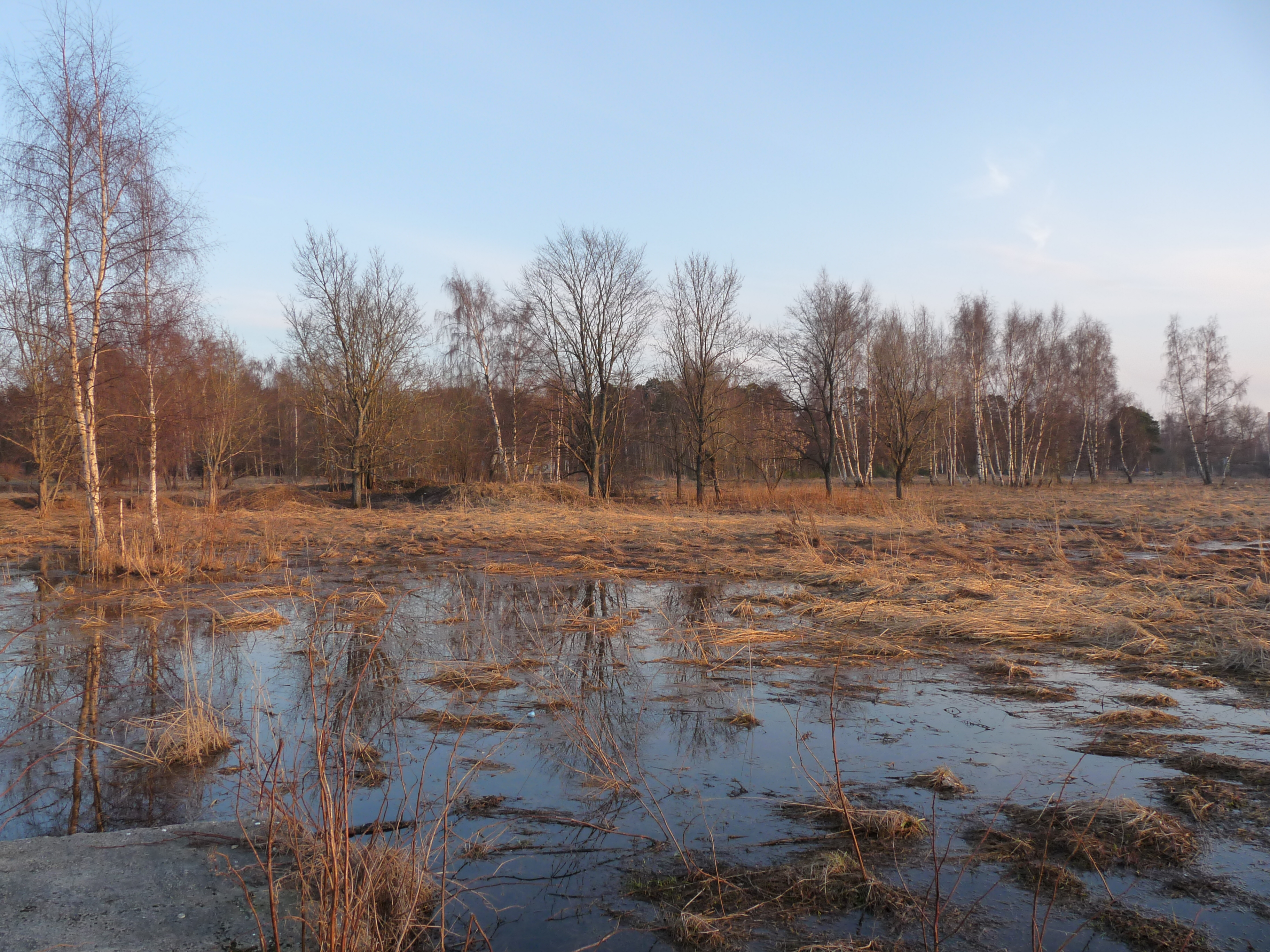
Het bos Merimets in de lente, als de sneeuw smelt

De wijk had 5 inwoners op 1 januari 2020.
Behalve het bos bevinden zich in de wijk ook een ziekenhuis (Lääne-Talinna Keskhaigla), een psychiatrische kliniek en een supermarkt van de keten Selver. De psychiatrische kliniek is in 1903 gesticht onder de naam Heilanstalt Seewald en heet nog steeds zo: Seewaldi vaimuhaigla.

## Het bos
Het bos heeft een oppervlakte van 0,8 km². Volgens een inventarisatie uit 2006 treft men er 236 verschillende soorten vaatplanten, 50 verschillende soorten mossen, 72 verschillende soorten zwammen, 3 soorten korstmossen en 2 soorten slijmzwammen aan. Er leven 84 verschillende soorten vogels.

## Vervoer
De wijk wordt bediend door een buslijn tussen de wijken Väike-Õismäe en Paljassaare.
De zuidgrens van de wijk wordt gevormd door de weg Paldiski maantee. Tot 2016 liepen over die weg de trolleybuslijnen 6 (van de wijk Väike-Õismäe naar het warenhuis Kaubamaja in de wijk Südalinn) en 7 (van Väike-Õismäe naar het Baltische Station). Die zijn vervangen door de buslijnen 42 en 43.
Kalamaja · Karjamaa · Kelmiküla · Kopli · Merimetsa · Paljassaare · Pelgulinn · Pelguranna · Sitsi